# Ladegården
Ladegården ved Ladegårdsåen og Sankt Jørgens Sø i København var oprindeligt en avlsgård opført i 1548 for Københavns Slot, beliggende på landsbyen Solbjergs jorder mellem de tre nuværende gader Åboulevarden, Rosenørns Allé og Julius Thomsens gade. Gården anvendtes 1733‑67 til Krigshospital for Landmilitæretaten, men blev senere sindssygehus og tvangsarbejdsanstalt for Københavns Kommune.
I dag ligger Radiohuset og kvarteret omkring Herman Triers Plads på Ladegårdens gamle grund.

## Historie

### Kongens avlsgård
I 1548 lod Christian 3. anlægge en ladegård i Nyby udenfor København. På Christian 4.s tid var gården blevet for lille, og der blev opført en ny og større avlsgård ved Ladegårdsåen. Til gården hørte det område, der senere er blevet til Frederiksberg. Et regnskab fra 1602 fortæller, at materialforvaltningen ved Københavns slot det år leverede tømmer og søm "til en bro mellem Nyby ladegård og Islevmark".
Bygningen var en lav længe. I underetagen var der seks rækker med båse, der gav plads til 500 stykker kvæg. I 1628 blæste den ned, hvorefter kongen lod opføre en ny bygning med grundmur og tre etager. Den blev omgivet af bastioner og voldgrave, og vandet blev hentet fra Ladegårdsåen og afstikkeren Rosenåen. Den oprindelige plan om, at området ved Rosenborg Slot skulle være ladegård, blev aldrig til noget, men kong Christians ladegård var et mønsterbrug forud for sin tid, hvor høstvognene udenfor kunne køre op foran store luger og tømme kornhøsten ind. Et system af vandrør forsynede dyrene med drikkevand og skyllevand til møddingerenderne.
Befæstningen ved Ladegården skulle værne dæmningen mellem Sankt Jørgens Sø og Peblingesøen. Gården blev dog aldrig lønsom, og kongen måtte årligt dække underskuddet til den omsider blev bortforpagtet. Derefter begyndte en udstykning af jorderne til blandt andre nederlandske bønder, som derved lagde grunden til Ny Hollænderby, anlagt med 10 gårde på hver side af den nuværende Allégade langsmed Frederiksberg Have.
Under svenskernes belejring af København i 1658/59 blev bygningen sønderskudt. Ruinen blev i starten af 1660-tallet købt af embedsmanden Christoffer Gabel, og i 1710 indrettet til kvæsthus. Under pesten 1711-13 husede gården hundrede pestsyge ad gangen, og sammen med pesthospitalet Vodroffsgård havde den en "barber" (dvs. bartskærer, kirurg) som overhoved.

### Fattiggård
27. juni 1733 ansøgte direktørerne for Krigshospitalskassen om tilladelse til at oprette et hørspinderi, samt et væveri på Ladegården. Arkivaren Simon Schmidt blev foreslået som ansvarlig for fabrikkens drift. Kort efter fulgte planen om at samle alle fattiglemmer på Ladegården. Schmidt skulle som inspektør tilse Ladegårdens mange bygninger og deres inventar, fabrikkens maskiner, både modtagne og forarbejdede varer, samt regnskaberne. Arbejdsstuerne skulle opvarmes fra mortensdag og frem til påske ved hjælp af seks favne bøgetræ. Som belysning brugte man tranlamper, men på sovesalene måtte man anvende en fast lygte. To kvinder fik dagligt pålagt renholdet af spinde- og sovesalene. Dette omfattede fejning og gulvvask, samt rygning med enebær, når det behøvedes. Schmidt fik 500 rigsdaler i løn som inspektør.
Kommunen overtog Ladegården i 1768, hvorefter lemmerne fra pesthospitalet Sankt Hans Hospital ved Kalvebod Strand blev overført til anstalten. Den nye institution på Ladegården, som især fungerede som sindssygehospital, bevarede navnet Sankt Hans Hospital. Men i 1816 flyttede myndighederne hospitalet til Bistrup udenfor Roskilde, hvor det stadig ligger, og hvor også Amalie Skram var indlagt.
De næste seks år lå Ladegården ubenyttet hen, men i 1822 indrettede man den til arbejdsanstalt, senere også udvidet med en tvangsarbejdsanstalt. De fattige boede eller blev indsat på Ladegården, og blev derfor kaldt for "indsatte". I 1839 blev mænd og kvinder adskilt med et plankeværk, og fandt dette så urimeligt, at de satte ild til både gærdet og flere bygninger. I 1850 boede der næsten 2.000 fattige på Ladegården. Ved siden af Ladegården blev der da opført en egentlig fattiggård, som fra ca. 1870 tjente som kvindeafdeling.
Det offentlige pligtede at holde Københavns gader rene, og ladegårdslemmerne foretog dette renhold. Kl. 15 skulle torve og pladser derfor være tømt for boder og køretøjer, for da kom ladegårdslemmerne med riskoste over skulderen og klædt i aflagte militæruniformer, deraf tilnavnet "den 41. brigade" (fordi hæren havde 40 brigader). Opsynsmanden blev kaldt "generalen". Ladegårdslemmerne var ikke altid Guds bedste børn, og betjenten, der var stationeret i Nørresøgade, skulle tage opstilling på hjørnet af Gyldenløvesgade, når de var på vej, så de ikke fik generet jævne borgere. Selvom ladegårdslemmerne ikke havde gjort andet end at modtage fattighjælp, var de underlagt et regelværk tilsvarende Vridsløselilles indsatte.
De måtte stå op kl. 5 i sommerhalvåret og kl. 6 i vinterhalvåret. De fik serveret varmt øl som morgenmad, og en time senere begyndte arbejdet. Der fandtes både skrædderværksted, væveri og børstebinderi. Først kl. 18 fik ladegårdslemmerne fri, og kl. 20:30 var der tvungen sengetid. Folk blev placeret i ulige klasser efter flid, opførsel og arbejdsevne, og daglønnen varierede dermed mellem 4, 8 og 12 øre. Hver mandag blev lønnen udbetalt, men højst med 12, 24 eller 30 øre. Resten stod på bog til udskrivelse fra institutionen.
Fattige, der blev forsørget af det offentlige uden at det drejede sig om fattighjælp, blev ikke ladegårdslemmer, men placeret på Almindeligt Hospital.
I 1908 blev ladegårdslemmerne flyttet til den nye institution Sundholm. Ladegården blev revet ned i 1930.